# جيمس الكسندر غرانت
جيمس الكسندر غرانت هو سياسي كندي، ولد في 11 أغسطس 1831 في إنفرنيس في المملكة المتحدة، وتوفي في 5 فبراير 1920 في أوتاوا في كندا. حزبياً، نشط في حزب كندا المحافظ. وقد انتخب عضو مجلس العموم الكندي.